# 二女子町
二女子町（ににょしちょう）は愛知県名古屋市中川区にある町名。現行行政地名は二女子町1丁目から二女子町7丁目。住居表示未実施。

## 地理
名古屋市中川区の北東部に位置し、東に五女子町、西に富川町、南に八熊通、北に八幡本通と接する。

## 歴史

### 沿革
- 1942年（昭和17年）10月1日 - 中川区八熊町の一部により、同区二女子町として成立[5]。

## 世帯数と人口
2019年（平成31年）2月1日現在の世帯数と人口は以下の通りである。
| 町丁     | 世帯数  | 人口    |
| -------- | ------- | ------- |
| 二女子町 | 715世帯 | 1,566人 |

## 学区
市立小・中学校に通う場合、学校等は以下の通りとなる。また、公立高等学校に通う場合の学区は以下の通りとなる。
| 番・番地等 | 小学校               | 中学校               | 高等学校 |
| ---------- | -------------------- | -------------------- | -------- |
| 全域       | 名古屋市立八幡小学校 | 名古屋市立八幡中学校 | 尾張学区 |

## 施設
- 熊野神社
- 二女子公園

## その他

### 日本郵便
- 郵便番号 : 454-0036[2]（集配局：中川郵便局[8]）。